# NGC 1416
NGC 1416 ist eine Elliptische Galaxie vom Hubble-Typ E1 im Sternbild Eridanus südlich des Himmelsäquators. Sie ist schätzungsweise 93 Millionen Lichtjahre von der Milchstraße entfernt und hat einen Durchmesser von etwa 35.000 Lichtjahren.

Im selben Himmelsareal befinden sich u. a. die Galaxien NGC 1401, NGC 1403, NGC 1415, IC 1983.
Das Objekt wurde im Jahr 1886 vom US-amerikanischen Astronomen Frank Muller entdeckt.